# Valens Acidalius
Valens Acidalius, deutsch Havekenthal (* 1567 in Wittstock; † 25. Mai 1595 in Neiße) war ein deutscher Humanist.

## Leben
Valens Acidalius war ein bedeutender Kritiker und Schriftsteller, der in lateinischer Sprache schrieb. Er war Sohn eines Pastors in Wittstock. Acidalius studierte in Rostock, Greifswald und Helmstedt. 1590 begleitete er seinen Freund Daniel Bucretius (Daniel Rindfleisch) nach Italien, dort publizierte er sein erstes Werk, eine Neuedition der römischen Geschichte des Velleius Paterculus. Er studierte Philosophie und Medizin in Bologna und wurde in beiden Fächern promoviert.
An einer praktischen Tätigkeit als Arzt hatte er kein Interesse und konzentrierte sich stattdessen auf Kritik und Herausgabe klassischer Werke.
Nach mehreren fieberhaften Erkrankungen kehrte er 1593 nach Deutschland zurück, wo er zuerst mit seinem Freund Daniel Bucretius nach Breslau ging. Im Frühjahr 1595 bekam er eine Einladung nach Neiße von seinem dort als Kanzler der schlesischen Oberlandeshauptmannschaft lebenden Freund Wacker von Wackenfels, der er Folge leistete. Dort verstarb er im selben Jahr mit nur 28 Jahren an einem Fieber.

### Beteiligung an derQuerelle des femmes
„Im Anfang des Jahres“ [1595] – seinem Todesjahr – veröffentlichte er, offenbar in Frankfurt, Disputatio nova contra Mulieres, Qua probatur eas Homines non esse (Neuer Disput, der beweist, dass die Weiber keine Menschen sind), eine Streitschrift (laut Zedler „Dissertatio“) gegen die Frauen im Rahmen der Querelle des femmes, die ihm „viele Verdrießlichkeit“ einhandelte und Gegenschriften nach sich zog. Um den Schaden des Verlegers wieder gutzumachen, überließ er ihm „seine animadversiones“, weshalb er für den Autor der Schrift gehalten wurde, obwohl er das abstritt.

## Werke (Auswahl)
Als Herausgeber
- C. Velleius Paterculus / cum Aldi Manutii scholiis, Justi Lipsii animadversionibus, Jac. Schegkii notis, Valentii Acidalii variis lectionibus … Paderborn 1590
- Valentis Acidalii in Q. Curtium animadversiones. Frankfurt 1594

Originalausgabe
- Valens Acidalius (anonym, ihm zugeschrieben): Disputatio nova contra Mulieres, Qua probatur eas Homines non esse, [Frankfurt] 1595, ohne Angabe des Druckers. Nachdrucke und international übersetzt bis Ende des 18. Jh. Deutsche Übersetzung 1618: Ob die Weiber Menschen seyn, oder nicht?

Posthume Ausgaben
- Centuria prima epistularum. Hanau 1606
- In Comoedias Plauti, Quae exstant, Divinationes Et Interpretationes Valentis Acidalii. Frankfurt am Main, 1607
- Notae [in] C. Corn. Taciti Opera quae extant: Indice duplice, vno auctorum veterum, altero verborum & phrasium. Hanau 1607
- XII. Panegyrici veteres. (In der Gruterschen Ausgabe, Heidelberg, 1607), Mikrofiche-Ausgabe: München 1992.

Neueditionen
- Ralf G. Czapla [Hrsg.], Georg Burkard [Hrsg.]; Georg Burkard [Übers.]: Disputatio nova contra mulieres, qua probatur eas homines non esse / Acidalius, Valens. (Neue Disputation gegen die Frauen zum Erweis, dass sie keine Menschen sind). Heidelberg 2006, ISBN 3-934877-51-6
- Elisabeth Gössmann (Hrsg.): Ob die Weiber Menschen seyn, oder nicht? (so der Titel von Band 4 und die deutsche Fassung von 1617/1618 der Disputatio nova contra Mulieres, Qua probatur eas Homines non esse). In: Archiv für philosophie- und theologiegeschichtliche Frauenforschung. Faksimile des Druckes von 1618 und An den gutherzigen Leser. Siehe auch Vorwort zur 2. Auflage von Band 4, S. 7, Einleitung S. 9 und Anmerkungen. iudicium, München 1996, ISBN 3-89129-004-7, Kap. III, S. 101–124 (1. Auflage 1988).